# 美鰭沙鰍
美鰭沙鰍為輻鰭魚綱鯉形目沙鰍科的其中一種，為熱帶淡水魚，分布於東南亞淡水流域，棲息在底中層水域，生活習性不明。

## 扩展阅读
維基物種上的相關：美鰭沙鰍